# Завод з переробки магнезиту у Медині
Завод з переробки магнезиту у Медині – підприємство хімічної промисловості, яке працює на заході Саудівської Аравії. 
Завод, що почав роботу в 2011 році, займається переробкою магнезитового концентрату, який отримують із гірничозбагачувального комбінату Аль-Газала (дві з половиною сотні кілометрів на північний схід від Медіни). Продукцією мединського підприємства є: 
- каустична кальцинована магнезія (caustic calcined magnesia, light burned magnesia), що, зокрема, використовується при виробництві кормів для тварин та у якості добрива;
- вогнетривка магнезіальна сировина (dead burned magnesia).
В 2013-му завод виробив 30 тисяч тон каустичної кальцинованої магнезії.
Проект реалізувала компанія Industrial Minerals Company (дочірня структура групи Ma’aden), яка також володіє рудником Аль-Газала.